# HK SP89
Die SP89 ist eine halbautomatische Pistole von Heckler & Koch. Es handelt sich um die Zivilversion der MP5k, welche neben den Zivilwaffen HK91, HK93, HK94, HK94k, SR9, SR9T und SR9TC für den US-Zivilmarkt hergestellt wurde. Das Modellkürzel „SP“ steht für „Sportpistole“ bzw. „Sporting Pistol“, die Zahl „89“ steht für das Jahr der Markteinführung im Jahr 1989.
Sie ist das Gegenstück zur Uzi-Pistole. Kleiner als eine normale MP5 oder MP5k und einhändig zu schießen, war sie eine Antwort auf die Bedürfnisse des Marktes. Die Laufhülse war länger als der Lauf, da man die Waffe sonst vor dem Magazin nicht mehr hätte greifen können. Bekannt sind jedoch nur Waffen ohne Dauerfeuereinrichtung. Sicher ist, das die SP89 wahlweise mit einem Holzgriff mit Handballenauflage und der Abzugsgruppe des PSG 1 ausgestattet werden konnte. Es war außerdem möglich Zielfernrohre zu montieren. Eine ausziehbare Schulterstütze gab es jedoch nicht.